# Zhang Zuolin
Zhang Zuolin (Wade-Giles, Chang Tso-lin) (Haicheng, Fengtian, 19 de marzo de 1875-Mukden, Fengtian, 4 de junio de 1928), conocido como el «Viejo Mariscal», fue un caudillo militar chino de la era de los señores de la guerra, a comienzos de la república. Se le consideraba el principal caudillo militar al servicio de los intereses japoneses, que lo pertrechaban, tras la derrota de la camarilla de Anhui en 1920. Controló principalmente las provincias del noreste de China que conformaban la región de Manchuria.
Nació en una familia de campesinos pobres de Manchuria. Con veinte años, se alistó como soldado de caballería para combatir en la primera guerra sino-japonesa (1894-1895). Al finalizar la contienda, regresó a su localidad natal y se convirtió en bandolero. De la época de bandidaje surgió su cercanía con algunas figuras que más tarde ocuparon importantes puestos en su camarilla militar. La debilidad del imperio tras la rebelión bóxer hizo que los grupos de bandidos de la región se convirtiesen en la única fuerza militar de importancia en la zona, por lo que las autoridades trataron de atraérselos. Así, toda su cuadrilla de bandoleros se integró en el ejército regular en 1903. Tras la guerra ruso-japonesa, las fuerzas de Zhang mantuvieron su ambiguo carácter de unidad militar regular y banda de forajidos.
Tuvo un papel destacado en el aplastamiento de la Revolución de Xinhai en Fengtian en 1911-1912. En 1916, logró que se le nombrase gobernador civil y militar de la provincia y en 1919 había tomado ya el control de las tres provincias del noreste —Fengtian, Jilin y Heilongjiang—. Controló estos territorios hasta su muerte en 1928 al frente de la camarilla de Fengtian, que agrupaba a sus partidarios. Considerado como uno de los principales caudillos militares, a partir de 1918 comenzó a extender su poder hacia Mongolia y las llanuras del norte de China. A comienzos de 1925, se convirtió en el más poderoso caudillo militar del norte del país. La Expedición al Norte lanzada por el Guomindang en 1926 se dirigió contra el Gobierno pequinés que dominaba Zhang, principal rival de los revolucionarios.
Logró influir en la política nacional gracias a los grandes recursos que obtenía de la explotación de las provincias del noreste, ricas, poco pobladas y en pleno desarrollo, y a la protección que a estas concedieron los sucesivos Gobiernos japoneses. Reunió en torno a sí a su camarilla, formada tanto por militares como por hábiles administradores civiles, que permaneció fundamentalmente fiel. Antinacionalista y anticomunista, reprimió con dureza las protestas urbanas que se extendieron por el país en 1925. Su supervivencia a mediados de la década se debió al decidido apoyo japonés; para Tokio Zhang era el mejor instrumento para defender sus intereses, comparado con otros caudillos militares. Figura anacrónica más parecida a los conquistadores del pasado chino, carecía de ideología propia que sostuviese su poder.
Cada vez más enemistado con los japoneses, que deseaban que abandonase sus ambiciones nacionales para concentrarse en reformar las provincias nororientales en favor de sus intereses, acabó asesinado por oficiales del Ejército de Guandong en 1928. En aquel momento, Zhang se hallaba en plena retirada hacia sus bases en el noreste ante el empuje de la ofensiva de Chiang Kai-shek. Su hijo, Zhang Xueliang, mantuvo el control de las provincias del noreste hasta 1931.

## Comienzos
Nació en una familia de campesinos pobres de Manchuria. Se desconoce con exactitud el año de su nacimiento, que se ha fechado en 1873, 1875 y 1879, aunque se cree que el segundo año es el más probable. Nació el decimosegundo día del segundo mes del calendario lunar, en la localidad de Haicheng, a unos ciento treinta kilómetros al sur de Mukden. Su abuelo había burlado la prohibición de asentarse en la región a principios del siglo XIX para instalarse allí huyendo de una hambruna en la cercana Hebei. La madre hubo de cuidar de Zhang —cuarto hijo del matrimonio— y de su hermano mayor con escaso apoyo del padre, jugador, bandido y vagabundo. Huérfano de padre con unos diez años, su situación mejoró cuando su madre volvió a casarse con un veterinario de caballos que se preocupó más por los niños. Zhang, bajo y delgado, mostró pronto una despierta inteligencia, aunque su formación fue escasa. A los dieciséis años, dejó el hogar familiar para trabajar como recadero en una posada de su localidad natal. Con veinte años se alistó como soldado de caballería para combatir en la Primera guerra sino-japonesa (1894-1895).

## Bandolero y militar
Al finalizar la contienda, regresó a su localidad natal y se convirtió en bandolero, actividad relativamente bien vista por la población de la región. De la época de bandidaje surgió su cercanía con algunas figuras que más tarde ocuparon importantes puestos en su camarilla militar. La debilidad del imperio tras la rebelión bóxer hizo que los grupos de bandidos de la región se convirtiesen en la única fuerza militar de importancia aparte de las unidades militares rusas destacadas en la zona, por lo que las autoridades trataron de atraérselas. Su grupo se convirtió en milicia de autodefensa en el distrito del cual era oriundo. Así, toda su fuerza de bandoleros —poco más de doscientos hombres— se integró en el ejército regular, como batallón de una guarnición, en 1903. Durante la guerra ruso-japonesa, colaboró fundamentalmente con los rusos —a diferencia del grueso de los bandidos regionales, que ayudaron en general a los japoneses—, pero no sin cooperar también con las fuerzas japonesas. En efecto, cuando resultó capturado por estas y condenado inicialmente a muerte, sus servicios a Japón le libraron de ser ajusticiado. Tras la guerra, las fuerzas de Zhang mantuvieron su ambiguo carácter de unidad militar regular y banda de forajidos; en 1907, asesinó al jefe de una banda rival y a sus principales colaboradores e integró en su banda a las fuerzas de su adversario. Aprovechando la reorganización administrativa y militar de la región ordenada por el Gobierno imperial en aquellos años, logró ascender rápidamente en el Ejército. En 1907 se le asignó a la frontera mongola al mando de cinco batallones; al año siguiente, se le envió más al norte, ya al mando de siete. Poco después, pasó a dirigir uno de los cinco ejércitos en los que quedaron divididas las fuerzas militares desplegadas en Liaoning.
Durante la Revolución de Xinhai, apoyó a la dinastía manchú y surgió de la crisis como el segundo militar en importancia de la región. Sus tropas aplastaron a los revolucionarios locales, asesinando a su principal dirigente y a varios centenares de sus partidarios más destacados. Incluso tras la abdicación de Puyi y la asunción de la presidencia de la república por el conservador Yuan Shikai, Zhang siguió fiel a la monarquía y sopesó pasajeramente lanzar una ofensiva militar para restaurar la dinastía Qing. Finalmente, un soborno de Yuan convenció a Zhang para abandonar el plan.

## Personalidad

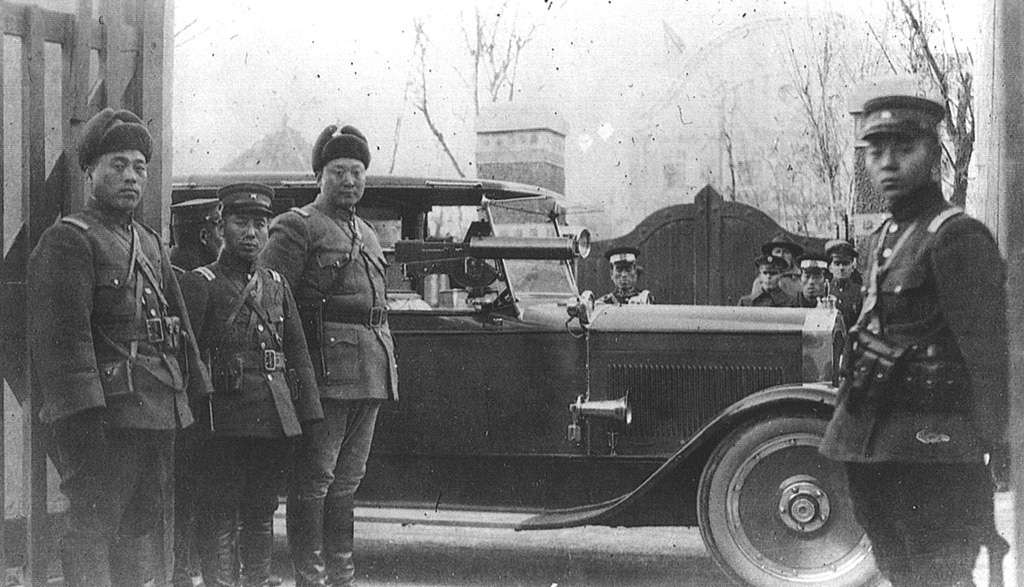
El famoso Packard blindado de Zhang, uno de los escasos lujos de un hombre multimillonario.

De origen humilde y sin cultura, Zhang fue un hombre hecho a sí mismo. A pesar de recibir escasa influencia del confucianismo tradicional, en sus últimos años de vida, instalado en el palacio imperial, permitió el surgimiento de un culto a su persona y adoptó algunos rituales imperiales. Ajeno a las influencias occidentales de democracia, ciencia o nacionalismo, era furibundamente contrario al comunismo. Poco carismático como caudillo, era, no obstante, astuto, capaz de adaptarse y ambicioso. Duro e incluso feroz cuando lo consideraba necesario, su aspecto habitual era, sin embargo, el de un digno estudioso —a pesar de su falta de educación—. Su camarilla era la más simétrica de las principales del país, con él en su centro y estrechos lazos con sus principales figuras.
Se conoce poco de su persona, ya que no escribió nada de sí mismo. Se sabe que tuvo cinco esposas, ocho hijos y seis hijas, que era aficionado a fumar opio y a los juegos de azar —especialmente al mahjong y al póquer—. Bajo y delgado, tenía una apariencia escasamente destacable.
A pesar de amasar una gran riqueza en sus últimos años, era un hombre relativamente frugal y su mayor lujo era un automóvil blindado Packard armado con ametralladoras, con el que se desplazaba por Mukden.

## Dominio de Manchuria

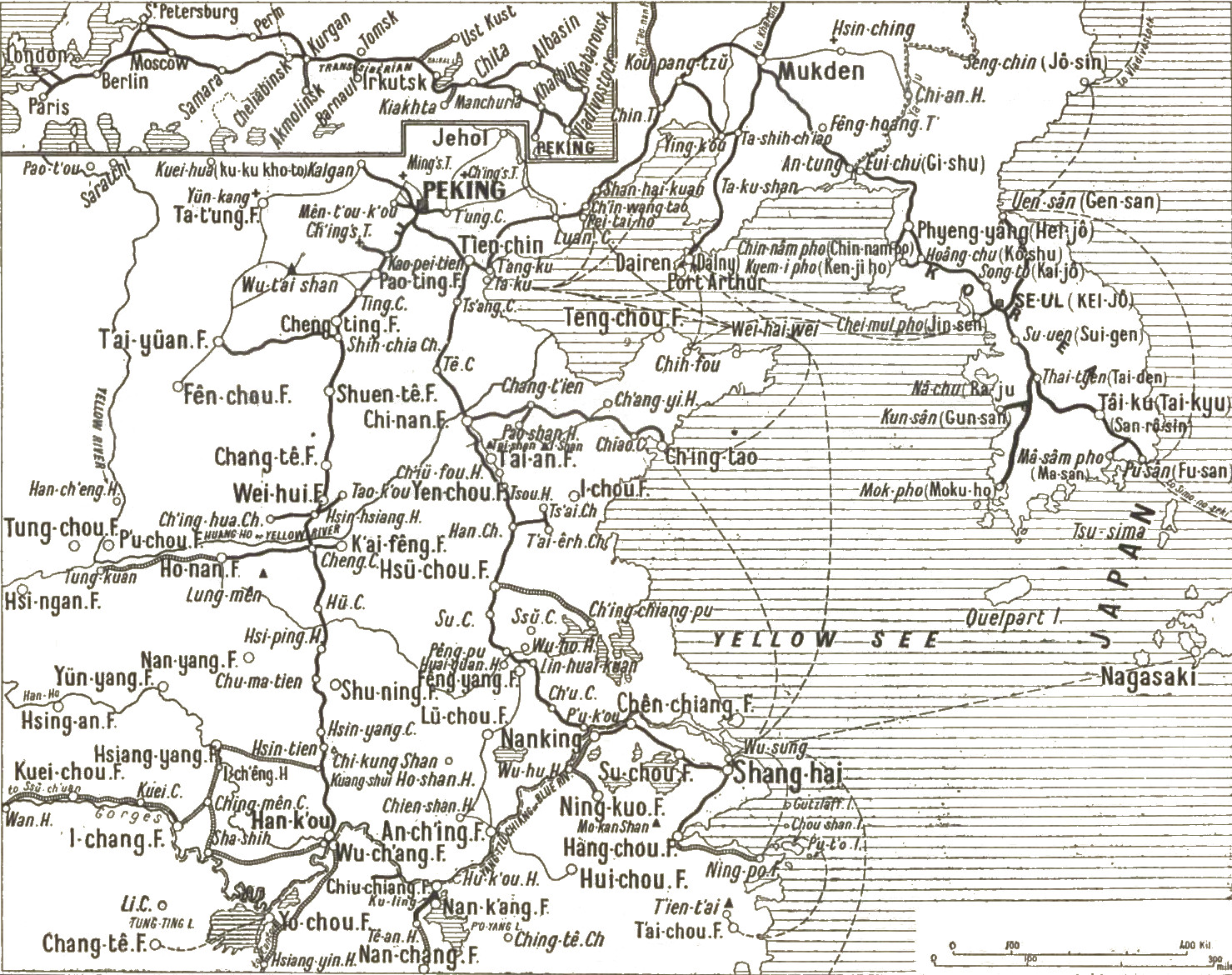
China septentrional a principios del siglo, con las principales líneas férreas, a lo largo de las que se centraban los combates entre los distintos caciques militares de los primeros años de la república.

En septiembre de 1912, sus fuerzas crecieron y se convirtieron en la 27.ª División, acuartelada en Mukden. Para entonces Zhang había ascendido a teniente general. Otro de sus antiguos compañeros de los tiempos de bandidaje mandaba una segunda división, la 28.ª, destinada más al oeste. Fue afianzando su poder en la región, si bien este quedó limitado mientras vivió Yuan Shikai, que prefirió mantener gobernadores militares afines en la zona y no nombrar para este puesto a Zhang, a pesar de su influencia. Durante la fallida restauración monárquica en la persona de Yuan, Zhang logró deshacerse del gobernador militar fiel a este y obtener el puesto para sí en abril de 1916. Se nombró así a Zhang al tiempo gobernador civil y militar de la provincia de Fengtian, la primera de las tres del noreste que controló. Una vez que dominó esta provincia, se dedicó a extender su poder a las otras dos provincias manchúes. En septiembre de 1917, logró el nombramiento de uno de sus partidarios para el Gobierno de Heilongjiang, gracias al desafortunado apoyo del anterior gobernador militar de la provincia al fracasado intento de restauración de los Qing. Lo mismo sucedió en Jilin dos años más tarde, en julio de 1919. En este último caso una escaramuza entre tropas chinas y japonesas que causó varias víctimas llevó a Tokio a exigir el relevo del anterior gobernador militar y la provincia acabó sometida a Zhang.
Empezó a controlar Manchuria (noreste de China, la región más próspera del país), confiando en el apoyo tácito de los japoneses, a quienes les otorgó concesiones en la misma región. Durante todo su periodo de gobierno en la región, mantuvo una actitud favorable a Japón y hostil a la Unión Soviética. Japón, sin embargo, no aprobaba las incursiones de Zhang más allá de la Gran Muralla. Este supo atraerse no solo a antiguos rivales, a los que otorgó en ocasiones puestos relevantes, sino también a hábiles funcionarios que desempeñaron importantes tareas administrativas —en gestión económica, política local o relaciones exteriores— de transcendencia para la camarilla que formó en torno a sí.
Durante los últimos años de la década de 1910, caracterizada por los enfrentamientos entre Feng Guozhang y Duan Qirui primero y entre este y Xu Shichang después, Zhang se alió con Duan. La alianza, en realidad, era de conveniencia: Zhang aportaba tropas favorables a Duan en algunas regiones y este le facilitaba financiación y armamento. Esto le permitió aprovecharse de forma indirecta, pero notable, de la ayuda que Japón otorgaba a Duan. Aun así, se arrepintió pronto de su respaldo inicial a Duan, que le había llevado a enviar cincuenta mil hombres a los alrededores de la capital en apoyo a este a principios de 1918 y más tarde a participar en las campañas de reunificación del país en las provincias del sur, más en beneficio de los intereses de Duan y su camarilla que en los suyos propios. A mediados de 1918, con escasos progresos en la campaña meridional, ordenó a sus fuerzas regresar al norte. Antes logró que el nuevo Parlamento, controlado por Duan, aprobase su nombramiento como inspector general de las provincias del noreste y que se le entregase una importante cantidad de dinero como pago por los gastos de la campaña. El declive del poder de Xu tras su fracaso en las negociaciones de reunificación con las provincias rebeldes del sur (1919) y la extensión del poder de Duan en Mongolia, vecina de los territorios de Zhang, hicieron que este se distanciase de Duan y se convirtiese en su rival por el control del Gobierno de Pekín. La expansión de los seguidores de Duan por Mongolia hicieron que se acercase paulatinamente a la camarilla de Zhili, rival de este.

## Inestable alianza con Zhili
En 1920, a pesar de estar aliado con la camarilla de Zhili contra la camarilla de Anhui de Duan, hizo un último intento de mediar entre ambas partes a petición del presidente Xu, que fracasó por las exigencias de la primera, inaceptables para la segunda. La expansión de los partidarios de Duan en Mongolia amenazaba la extensión de los dominios del propio Zhang en la región, lo que le acercó a sus rivales. Mientras que Duan podía contar con el respaldo de cinco provincias, sus adversarios controlaban ocho. Presente en la capital entre el 19 de junio y comienzos de julio en su supuesta labor de mediación —en realidad, coordinando sus acciones con sus aliados de Zhili—, el 13 de julio dio orden a sus fuerzas de comenzar su avance hacia el sur. Cuando comenzaron los combates al día siguiente, sus tropas —unos setenta mil hombres— respaldaron los movimientos de la camarilla de Zhili, que en pocos días logró la derrota de Duan. La participación en la corta contienda supuso la primera intervención de Zhang en la política nacional, interesado hasta entonces en consolidar su poder en el noreste. El nuevo Gobierno, en graves dificultades financieras, quedó sujeto al control conjunto de las dos camarillas vencedoras. Pese a haber tenido un papel crucial en la derrota de la camarilla projaponesa de Duan, trató casi de inmediato de congraciarse con los japoneses, permitiendo que operasen contra los nacionalistas coreanos refugiados en la Jiandao y apoderándose del Ferrocarril Transmanchuriano en colaboración con Japón.
En 1921, tras la derrota del Gobierno de la camarilla de Anhui a manos de la coalición que formó con Wu Peifu, fue nombrado gobernador de las tres provincias de Manchuria, en las que ejerció el poder casi como en un estado autónomo, apoyado por Japón. Recibió también el cargo de comisario para el Desarrollo de Mongolia —a pesar de la proclamación mongola de independencia tras el fracaso de la expedición rusa del barón Ungern von Sternberg— y Xinjiang y pasó a controlar asimismo las regiones especiales de Chahar, Jehol y Suiyuan. El presidente Xu Shichang, que mantenía el puesto por acuerdo entre Zhang y Cao Kun, se convirtió en la práctica en un títere en manos del primero. Su Gobierno, permanentemente escaso de fondos, no pudo resolver los problemas del país, empezando por su reunificación. El concierto entre las dos camarillas, además, duró poco. Ya en abril de 1921, importantes figuras de la camarilla de las comunicaciones —cercana a Zhang tras la derrota de la de Anhui—, fueron excluidos del Consejo de Ministros, para disgusto de Zhang.
El gobierno de Zhang, autoritario y a veces errático, mantuvo, empero, la estabilidad en sus provincias. Zhang obtenía su poder económico de la agricultura, los impuestos y las líneas férreas manchúes, mientras que su ejército tenía su centro en el arsenal de Mukden, ampliado con apoyo extranjero. A lo largo de la década, importó armas de numerosos países, incluidos Japón, Alemania, Francia o México. Tras la derrota de Anhui en 1920, se hizo asimismo con gran parte de su armamento, considerado el mejor del país gracias a la financiación japonesa. A pesar del gran costo de sus expediciones al sur, la región no sufrió la devastación bélica de otras provincias chinas.
A lo largo de 1921, planeó una expedición para recuperar Mongolia, pero la implantación de un Gobierno claramente prosoviético en el verano y la firma de un tratado de amistad entre este y la Rusia soviética en noviembre hizo que abandonase la expedición, sin devolver por ello los fondos que se le habían entregado para tal fin, y se concentrase nuevamente en los asuntos de política nacional.
Tras la alianza de las provincias del Yangzi bajo control de la camarilla de Zhili, Zhang, sintiéndose amenazado, decidió tomar el control de la capital y del gobierno nacional de Pekín en diciembre de 1921. En noviembre el Gobierno había sufrido una grave crisis financiera que Zhang resolvió aportando los fondos necesarios. A continuación colocó a Liang Shiyi, caudillo de la camarilla de las comunicaciones, al frente de un nuevo gabinete el 24 de diciembre de 1921. Cao Kun, cabeza teórica de Zhili, pero celoso del aumento del poder de su subordinado Wu Peifu, trató de conciliar a este con Zhang y evitar el enfrentamiento militar entre ambos, sin éxito. Respaldó también el cambio de gabinete organizado por Zhang que le otorgó a este el control financiero gubernamental. La maniobra de Zhang para hacerse con el Gobierno y frenar así el debilitamiento de su posición en la capital precipitó, sin embargo, el conflicto con Wu. En la primavera de 1922, este comenzó a movilizar sus fuerzas y a recabar la ayuda de importantes gobernadores militares.
En 1922, tras reorganizar profundamente las provincias a su cargo, Zhang se dirigió al interior de China para enfrentarse a la camarilla de Zhili, aliándose para ello con Sun Yat-sen, que presidía un Gobierno rebelde en Cantón, y con los restos de la camarilla de Anhui. El acuerdo entre las tres facciones preveía, entre otras medidas, el nombramiento de Sun como presidente, de Duan Qirui como vicepresidente y el mantenimiento de Liang al frente del gabinete. El monárquico Zhang Xun —responsable del intento de restauración de 1917— también formó parte del acuerdo, a pesar de la intención de los coaligados de mantener la república, restaurar el Parlamento y proclamar una Constitución. El objetivo era un debilitamiento sustancial del rival. Con este objetivo, Zhang trató además de conseguir armamento japonés y de privar a Wu del apoyo de Cao Kun, aunque fracasó en ambos objetivos.
Japón, a pesar de sostener su dominio en Manchuria, rechazaba sus maniobras en la política nacional, que podían crear inestabilidad que perjudicaría a los intereses del imperio. Por ello las relaciones del Gobierno de Tokio con Zhang fueron complejas. Zhang se negaba a convertirse en un mero títere de los japoneses que, incluso así, le consideraban la mejor opción para gobernar Manchuria. Japón suministró el dinero para lograr la traición de Feng Yuxiang a la camarilla de Zhili en 1924 y logró evitar su derrota durante la rebelión de Guo Songling en 1925. Cada vez menos inmune al nacionalismo chino que compartía parte de su camarilla, Zhang tenía, no obstante, que afrontar dos hechos importantes respecto a su relación con Japón: el gran poderío de este en la región, en algunos aspectos mayor que el suyo, y su dependencia de él como garante final de su dominio en las tres provincias nororientales en caso de derrota militar en la guerra civil con los demás caudillos militares. Estos intereses contrarios otorgaron a su figura una gran ambigüedad. Finalmente, su posición política quedó determinada por la influencia de tres factores principales: los restos de la tradición, el nuevo nacionalismo chino y la intervención de las potencias, en especial, de Japón.

## Enfrentamiento con Zhili

### Derrotado por Zhili
El enfrentamiento entre Wu y Zhang se venía fraguando desde enero de 1922, cuando el primero comenzó una campaña de desprestigio del Gobierno —protegido de Zhang— centrada en la actitud de los delegados chinos en la Conferencia de Washington. Wu acusaba al gabinete de mantener una posición conciliadora con Japón sobre la posesión de Shandong a cambio de importantes y necesarios préstamos, crítica que Zhang rechazaba. Acusado de traición, Liang se retiró el mismo mes de enero, pero Wu continuó con su acoso culpando al ministro de Finanzas de desfalco. Sospechando que Wu trataba de arrebatarle la hegemonía en el Gobierno, Zhang envió emisarios a Sun Yat-sen para tratar una posible colaboración contra Wu el mismo mes. En marzo, los adversarios de Wu celebraron una conferencia en Tianjin para acordar su estrategia contra él.
Zhang contaba con superioridad numérica —cinco divisiones y veintiséis brigadas— y de munición sobre sus adversarios, el control de las provincias del noreste y sus recursos y unas tropas de formación y equipamiento moderno debidos a los japoneses. Las tropas de Zhili, por su parte, eran veteranas de las campañas del sur. Convencido de su ventaja, Zhang abandonó las negociaciones con Wu —este rechazaba en todo caso sus condiciones y la vuelta a la presidencia del Gobierno de Liang— y comenzó a avanzar hacia el sur desde la Gran Muralla el 22 de marzo. Poco después los aliados de Zhang se mostraron incapaces de participar en la campaña: Sun Yat-sen se vio envuelto en combates con un antiguo aliado, Zhang Xun se vio rechazado por los militares y la mayoría de los comandantes de la camarilla de Anhui no se atrevieron a intervenir.

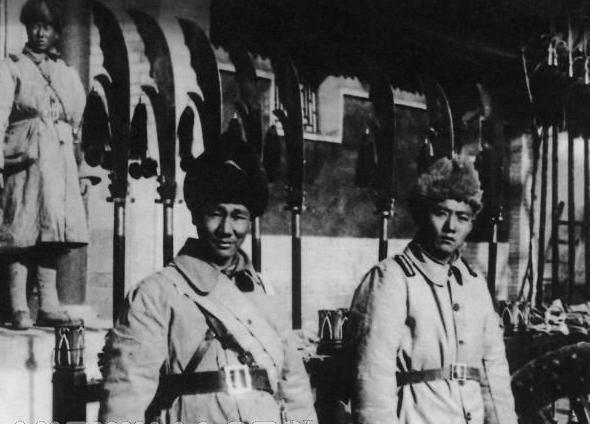
Soldados de la camarilla de Fengtian. A pesar de su superioridad en número y armamento, resultaron derrotados en la primera guerra Zhili-Fengtian.

Los combates, que empezaron el 29 de abril en los alrededores de la capital, duraron una semana. A pesar de las victorias iniciales de Zhang, el 4 de mayo Wu Peifu, comandante de las tropas de Zhili, logró una victoria decisiva en las cercanías de Tianjin. La mediocre actuación de los principales miembros de la camarilla de Zhang, muy cercanos a él desde sus tiempos de bandidaje, fue la causa principal de la derrota militar. Los intentos de Zhang de frenar el avance de Wu en el norte resultaron infructuosos, fue derrotado y hubo de replegarse al norte de la Gran Muralla. Tras la derrota inicial de sus subordinados, había tenido que tomar el mando en persona, sobornar a sus tropas para evitar su deserción y contar con el notable apoyo de sus asesores japoneses para retrasar el avance de las fuerzas de Wu hasta que se firmó la paz el 17 de junio. La victoria parcial de Wu frustró los objetivos de Zhang: la defensa del gabinete que había protegido en la capital, el sometimiento de Wu y la unificación del país. Le hizo perder territorio, reputación y toda influencia en el gobierno de la nación. No obstante, la incapacidad de Wu para arrebatarle el control de las provincias nororientales, lo que podría haber desencadenado un conflicto con Japón, le permitió prepararse para tratar de tomar la revancha.
Proclamó Manchuria independiente del Gobierno central el 12 de mayo, una vez que este le hubo retirado todos sus cargos dos días antes; a pesar de esto, mantuvo el control de los territorios. Estos los gobernó como si formasen un Estado independiente de Pekín y asumió todas las funciones del Gobierno central, incluyendo la firma de tratados con otros países. Su derrota llevó al conflicto directo de Cao Kun y Wu Peifu en el seno de la camarilla de Zhili. Su derrota además acarreó la caída de Xu Shichang de la presidencia. Considerado por los vencedores como partidario de Zhang y privado del respaldo de este, que le culpó de la guerra perdida, hubo de dimitir el 2 de junio.

### Victorioso

Mapa con los territorios controlados por los diversos caudillos militares en 1925, tras la derrota de Wu Peifu en la segunda guerra Zhili-Fengtian.
Los territorios de Zhang.

Tras declararse independiente del gobierno central y proclamarse comandante en jefe del ejército de los territorios bajo su control (18 de julio), Zhang se apropió del impuesto de la sal, que correspondía a aquel. Se embolsó además los beneficios de la sección del ferrocarril Pekín-Mukden que quedó bajo su control y de los aranceles recaudados en la zona. Se preparó entonces para tomar la revancha. La política y la economía regionales se subordinaron a los objetivos militares de Zhang, a pesar de los perjuicios económicos que conllevaban y de la desilusión de las clases comerciales y de los japoneses por la aparente incapacidad de Zhang y de sus seguidores para garantizar la estabilidad en la zona.
Las pérdidas militares habían sido notables: de las cinco divisiones con las que había contado antes de la guerra, había perdido prácticamente tres y unas cinco de las veintiséis brigadas disponibles. Tras la derrota, algunas de las unidades se sublevaron y otras se convirtieron en bandas de salteadores dedicadas al saqueo. Se decidió realizar una profunda reforma del ejército, que quedó encuadrado principalmente en brigadas: se crearon veintisiete de ellas y se mantuvieron tres divisiones. Se cambió también a gran número de oficiales haciéndose hincapié en su formación y su valía profesional, pero sin prescindir por ello de los viejos compañeros de Zhang de su época como bandido, lo que limitó en la práctica la reforma. Zhang estableció academias de aviación y nuevos arsenales, contrató a instructores militares extranjeros e importó gran cantidad de armamento. Sus tropas alcanzaron los ciento cincuenta mil hombres.
Aprovechando la fraudulenta elección de Cao Kun como presidente de la república, una nueva alianza de Zhang con Sun Yat-sen y Duan Qirui denunció el nombramiento el 9 de octubre de 1923 y comenzó el nuevo enfrentamiento con la camarilla de Zhili. El conflicto entre Wu y Zhang estalló finalmente varios meses más tarde, en agosto de 1924, cuando el gobernador de Jiangsu, subordinado del primero, trató de invadir Zhejiang, la única provincia aún bajo control de la camarilla de Anhui, que había tratado de aliarse con Zhang para equilibrar el poder de sus enemigos en el Yangzi. Lo que debía haber sido una fácil campaña se convirtió pronto en un conflicto con ambos adversarios equilibrados que precipitó el choque entre el grueso de las camarillas rivales. La contienda entre ambas comenzó oficialmente el 18 de septiembre. Zhang declaró la guerra a Wu y al Gobierno y avanzó en auxilio del gobernador de Zhejiang, en dificultades. Sus fuerzas avanzaron en tres columnas, una a lo largo de la línea Mukden-Pekín y otras dos a través de Jehol, una hacia Mongolia y otra hacia la capital. Las primeras escaramuzas que tuvieron lugar en Jehol a mediados de septiembre favorecieron a Zhang. En octubre, los principales y cruentos combates se libraron en Shanhaiguan, donde ambos bandos se mostraron incapaces de vencer claramente al enemigo.

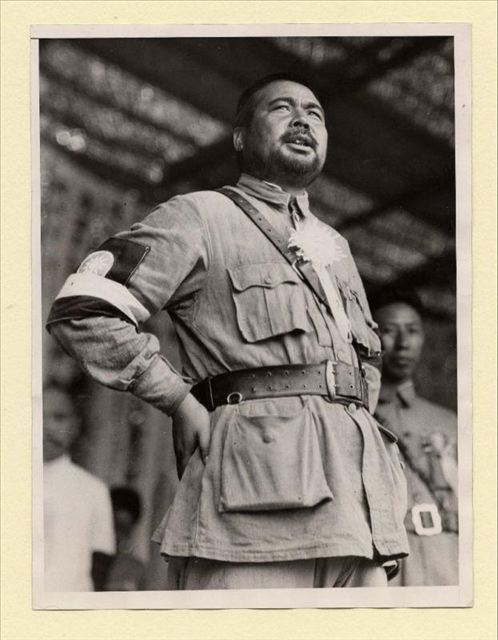
Feng Yuxiang, descontento caudillo de la camarilla de Zhili, cambió de bando inesperadamente el 22 de octubre de 1924, lo que precipitó la derrota de esta y la victoria de Zhang. La concordia entre los vencedores fue pasajera y Feng trató en vano de atizar la rebelión en las filas de la camarilla de Fengtian contra Zhang. El motín de Guo Songling, favorecido por Feng, fue finalmente aplastado gracias a la intervención japonesa en favor de Zhang.

El cambio de bando del general Feng Yuxiang la noche del 22 de octubre cambió completamente el curso del conflicto y le permitió capturar la capital en el otoño de 1924, aunque esta quedó controlada por Feng. Este, insatisfecho con su situación en la camarilla de Zhili como subordinado de Wu, se había dejado sobornar por Zhang con dinero prestado por los japoneses, que tuvieron un destacado papel en la maniobra. Los japoneses no solo habían suministrado el sustancioso soborno de Feng, sino que habían tratado de estorbar la movilización de la camarilla de Zhili a favor de Wu, participado en el diseño del plan de batalla de las unidades de Zhang y asignado diversos consejeros militares a varias unidades. A pesar de ello, Tokio había proclamado oficialmente su neutralidad en la contienda.
Zhang y Feng se disputaron al comienzo el nombramiento del nuevo presidente, pero acordaron finalmente nombrar provisionalmente a Duan, que no contaba con una base de poder suficiente para convertirse en su rival. Entre los tres se repartieron el poder en una conferencia en noviembre de 1924, en la que Zhang logró el gobierno militar de las provincias del noreste y de Zhili. Feng, paulatinamente debilitado por la expansión de las fuerzas de Zhang hacia el sur, tuvo que conformarse con las provincias del noroeste, más pobres, menos pobladas y sin salida al mar. Con los sucesivos nombramientos de protegidos y subordinados, en agosto de 1925 Zhang controlaba no solo las tres provincias del noreste, sino también Shandong, Anhui, Jiangsu, Zhili y Jehol. El reparto provincial favoreció a los antiguos camaradas de Zhang de sus tiempos de bandido, a pesar de su palmaria incompetencia militar, y a los jóvenes oficiales formados en Japón. La tercera fracción de la camarilla, que agrupaba a los oficiales chinos con instrucción militar formal y que habían desempeñado un brillante papel en los combates, fue fundamentalmente desdeñada a la hora de repartir los beneficios de la victoria. Su principal representante, Guo Songling, no recibió provincia alguna y acabó por rebelarse más tarde contra Zhang.
Por otra parte, las esperanzas de reunificación del país se desvanecieron pronto: aunque Sun Yat-sen viajó al norte a reunirse con los vencedores de la reciente contienda, las dos partes no superaron sus desavenencias y el fallecimiento de Sun en marzo de 1925 puso fin a toda ilusión de pronta solución a este problema.
Las relaciones entre Feng y Zhang eran tan tensas que durante todo 1925 se extendieron los rumores de un enfrentamiento inminente entre ambos. Uno de los momentos de mayor tensión se produjo en mayo, cuando Zhang envió tropas a los alrededores de Pekín y solo la retirada de las fuerzas de Feng evitó el conflicto. El dominio de la capital y con él el del Gobierno prometía mayores ingresos gracias a la decisión de las potencias de permitir a China mayor autonomía arancelaria.
Su expansión desencadenó la inevitable alianza de sus rivales, incluso de los teóricos aliados como Feng. Si en el norte Zhang se enfrentaba a este por el control de Pekín, en el sur lo hacía con el principal representante de la derrotada camarilla de Zhili, Sun Chuanfang, que dominaba Zhejiang y Fujian, por Shanghái, importante centro financiero y armamentístico gracias a su arsenal. La expansión hacia el centro de China que se produjo a lo largo de 1925 amplió enormemente el poder de Zhang, pero también acrecentó su debilidad. En las nuevas provincias, su autoridad dependía del apoyo del Gobierno de Duan —dependiente a su vez de la concordia entre Zhang y Feng— y de la lealtad de sus subordinados a los que quedaban encomendadas. No solo el crecimiento de la camarilla con oficiales de carrera y simples oportunistas con escasa lealtad a Zhang amenazaba su control: la necesidad de mantener enormes ejércitos, la imposibilidad de explotar las nuevas provincias por la continua inestabilidad, la consecuente crisis económica en Fengtian y la incapacidad de Zhang para organizar o cohesionar la camarilla suponían peligros para su poder. Incapaz de dotar a la camarilla de una ideología que favoreciese la unidad, optó por el anticomunismo, simple, pero poco atractivo. En las provincias bajo control de la camarilla, Zhang y sus subordinados llevaron a cabo una decidida defensa de los intereses de las potencias, aplastando las protestas surgidas en distintas ciudades por los incidentes de Shanghái y mostrando claramente su carácter reaccionario. En 1925 se extendieron por las ciudades chinas grandes movimientos antiimperialistas y obreros, que Zhang y sus seguidores reprimieron sin miramientos. Esta actitud nutrió la hostilidad de las clases urbanas progresistas hacia la camarilla.

## Guerra en el Yangzi y enfrentamiento con Feng Yuxiang

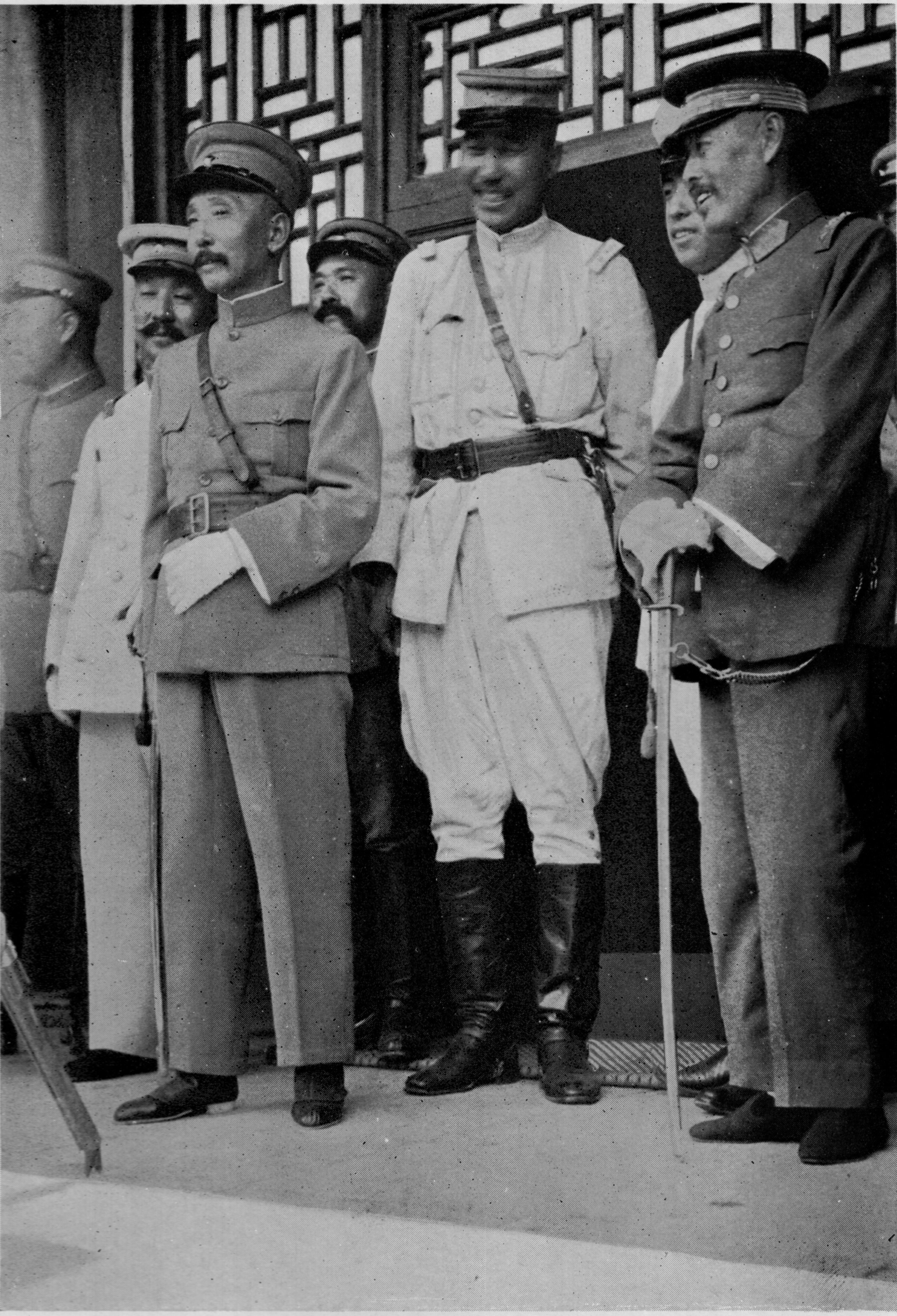
Reunión de vencedores en Pekín en junio de 1926:a la izquierda Zhang Zuolin, a la derecha Wu Peifu, en el centro entre los dos Zhang Zongchang, que controlaba Shandong. Tras Wu se vislumbra al hijo y sucesor de Zhang Zoulin, Zhang Xueliang.

La alianza con Feng se mostró inestable: ambos trataban de ampliar su base de poder, chocando en sus intereses. A pesar de la mediación de Duan, que logró retrasar el enfrentamiento militar, este llegó en 1926, con el resurgimiento del poder de Wu Peifu en el Yangzi por el agrupamiento de los caudillos de Zhili, que vieron en las campañas de Feng hacia el sur una amenaza a su poder.
Zhang logró la adhesión de Duan y de los restos de su camarilla de Anhui.131 En diciembre de 1924, obtuvo el control de Zhili y luego pasó a tratar de extenderse a lo largo del ferrocarril Tianjin-Pukou hacia el Yangzi. En enero de 1925, con sus aliados de Anhui, logró controlar Jiangsu y trató de someter también Shandong y Anhui, expulsando además a las tropas de Feng de Pekín en mayo. Enfrentado cada vez más abiertamente con Feng según avanzaba 1925, los dos adversarios trataron de lograr el apoyo de Wu Peifu. 
El primer enfrentamiento tuvo lugar entre las fuerzas de Zhang y las de Sun por el control de Shanghái. Durante el verano, las primeras habían penetrado en la ciudad para aplastar las protestas debidas al incidente de mayo y su acción contó con el beneplácito de las potencias. Los intentos de Zhang de utilizar el arsenal de la ciudad y el nombramiento de sus seguidores como gobernadores militares de Jiangsu y Anhui hicieron que Sun se sintiese amenazado y movilizase a sus unidades el 11 de octubre. Zhang evacuó Shanghái tres días más tarde; el 15 de octubre Sun proclamó una alianza de cinco provincias y atacó en varios frentes a las fuerzas de Zhang, tratando de atraerlas al sur para que, a continuación, el Guominjun de Feng les cortase las líneas de comunicación con un ataque desde el oeste. Las fuerzas de Fengtian, por el contrario, decidieron no marchar a defender las nuevas provincias asignadas, sino formar una línea defensiva en torno a Xuzhou, importante nudo ferroviario. El 21 de octubre, Wu abandonó su retiro para acaudillar una fuerza que se dirigió al asalto de las unidades atrincheradas en Xuzhou. Esto produjo un notable cambio de alianzas, ya que Feng no estaba dispuesto a favorecer el resurgir de Wu y comenzó a negociar con Zhang por mediación de Duan Qirui. Tras la derrota de las fuerzas de Fengtian en Xuzhou y la incertidumbre sobre la reacción de las potencias si los combates alcanzaban la capital, Zhang cedió y pactó con Feng el 12 de noviembre: accedió a retirar sus fuerzas del ferrocarril Pekín-Hankou y a dar acceso a Feng al puerto de Tianjin a cambio de pactar un ataque conjunto a las fuerzas de la camarilla de Zhili. Feng debía lanzar una ofensiva contra Wu y Zhang haría lo mismo contra las de Sun. Finalmente, sin embargo, estos embates no tuvieron lugar y la situación en la China central se estabilizó a finales de mes con la victoria parcial de Sun, que quedó como señor de cinco provincias.
Al tiempo que pactaba con Zhang, Feng a la vez conspiraba con Guo Songling, miembro desafecto de la camarilla de Fengtian, para deshacerse de él. El 20 de noviembre y con el acuerdo entre las dos camarillas reciente, las principales fuerzas de Fengtian al sur de la Gran Muralla —unos setenta mil hombres de las mejores unidades— quedaron a cargo de Guo mientras Zhang Xueliang acudía a tratar con su padre en Mukden. Guo se alzó en armas y exigió la abdicación de Zhang en su hijo; sin embargo, quedó pronto aislado de las fuerzas del Guominjun cuando cruzó la Gran Muralla en dirección a Mukden y el gobernador de Zhili, aparentemente favorable a la revuelta, volvió a someterse a Zhang y cortó su contacto con Feng. Aun así, los primeros combates favorecieron a Guo y demostraron una vez más la incapacidad de los dirigentes de la camarilla de Zhang que le habían acompañado desde sus tiempos de bandido para dirigir operaciones militares. Tras varios reveses, el 5 de diciembre sufrieron una seria derrota a trescientos kilómetros al este de Shanhaiguan. Zhang, momentáneamente desesperado, comenzó a prepararse para refugiarse en el territorio bajo control japonés. La camarilla mostró su ineptitud para defender a Zhang: sus viejos camaradas mostraron una mezcla de incompetencia, indecisión e indiferencia por la suerte de Zhang cuando no deseos de traición. Varios elementos, sin embargo, debilitaron la posición de Guo y favorecieron a Zhang: sus tropas no contaban con refuerzos del Guominjun, estaban escasas de pertrechos, vestían con uniformes de verano en pleno invierno con temperaturas gélidas y contaban con dinero insuficiente. Según avanzaban hacia Mukden, además, parte de las fuerzas de Guo desertaron. El motivo crucial del fracaso del alzamiento, no obstante, fue el decidido apoyo japonés —especialmente de las autoridades civiles y militares destacadas en China— a Zhang. A pesar de la declaración de Tokio de total neutralidad en el conflicto, los japoneses defendieron a Zhang como mejor manera de mantener sus intereses en la región. La advertencia a los contendientes de las autoridades japonesas de no interferir con sus intereses favoreció claramente a Zhang, que desplegó sus fuerzas en Xinmin. Al tiempo, los japoneses impidieron que Guo tomase Yingkou, de donde la guarnición fiel a Zhang había huido. Reforzaron además sus unidades militares en Mukden, enviaron asesores a las fuerzas de Zhang y le prestaron una unidad de artillería pesada. Mientras, Zhang esperaba con sus tropas frescas, pagadas y bien equipadas a las exhaustas fuerzas de Guo. Los subordinados de Zhang que habían titubeado en apoyarle hasta entonces se decidieron a hacerlo cuando quedó claro que contaba con el respaldo japonés. La batalla final comenzó el 21 de diciembre y duró dos días. Guo tomó Xinmin, pero la artillería enemiga, probablemente dirigida por los japoneses, detuvo su avance; más tarde, una fuerza de caballería —quizá también mandada por oficiales japoneses— atacó su retaguardia y causó la desbandada de sus fuerzas.
Así, el golpe, a punto de triunfar, fue finalmente aplastado por Zhang con apoyo japonés. La grave rebelión hizo patente la debilidad intrínseca de la camarilla, que estuvo a punto de descomponerse a la primera amenaza. Muchos de sus principales miembros se habían mostrado incompetentes o desleales; durante el peligro, quedó claro su interés por la riqueza y el poder y su disposición a cambiar de lealtades si Zhang dejaba de poder proporcionárselos. Solo la decidida intervención japonesa a favor de Zhang había mantenido finalmente la cohesión de la camarilla.
El fomento de Feng a la traición de Guo llevó a Wu y Zhang a comenzar a negociar a pesar de su anterior rivalidad. Los primeros contactos entre ambos tuvieron lugar en diciembre de 1925 y al mes siguiente se alcanzó un acuerdo entre las dos partes: Wu aceptó la primacía de Zhang en el norte del país y este la de Wu en el Yangzi. El pacto se justificó como necesario para la lucha contra el comunismo, que Feng representaba por sus contactos con la URSS. Wu atacó hacia el norte al Guominjun de Feng ese mismo mes. A lo largo de febrero y marzo, logró expulsarlo de Henan. A finales de marzo, las fuerzas coaligadas de Wu y Zhang se reunieron en Tianjin y a mediados de abril habían expulsado al enemigo de la capital. Feng concentró entonces sus fuerzas en el desfiladero de Nankou, a unos cincuenta kilómetros al noroeste de Pekín.

## Apogeo y derrota

### Crisis en Manchuria
La supervivencia de Zhang gracias al decidido apoyo japonés acentuó algunos de los aspectos de su gobierno que ya antes se habían destacado: el carácter represor, explotador y parásito de la camarilla en los territorios que dominaba, su extremo anticomunismo y su sometimiento a los intereses japoneses. Los intentos de Zhang y de los japoneses de utilizarse mutuamente en beneficio propio desembocaron en el triunfo japonés, ante la incapacidad y la renuencia de Zhang para utilizar la fuerza del nuevo nacionalismo chino para poner freno a las crecientes exigencias japonesas. En sus últimos años, tuvo que enfrentarse al creciente descontento que causó desórdenes en sus territorios y el hundimiento de su poder en las provincias que había controlado tradicionalmente.
Los intentos desesperados por mantener el valor de la moneda fracasaron. La necesidad cada vez mayor de ingresos para financiar las campañas militares se tradujo en la explotación creciente de la mayoría de la población, que soportaba un sistema impositivo que perjudicaba a los más pobres —el 70 % de la recaudación se debía a impuestos indirectos—. Además de un enorme aumento de los impuestos para pagar a los grandes ejércitos en campaña casi continua, se hizo que parte de estos viviesen del saqueo de la población allí donde se hallasen destinados, para reducir los gastos de la tesorería de Fengtian. A partir de 1924, creció desorbitadamente también la emisión de moneda sin aval alguno para poder financiar las campañas militares, lo que condujo a una gran inflación. Otro importante instrumento para aumentar la recaudación fue la implantación de una gran red de tiendas de opio —supuestamente dependientes de una agencia encargada de la supresión de la droga— en la provincia de Fengtian que aportó fabulosos beneficios —unos diez millones de yuanes, cuando la recaudación total en 1925 se calculaba en veintitrés—. El efecto acumulado del incentivo al consumo de opio, la manipulación económica, el aumento de los impuestos y la exacciones fue desastroso para el grueso de la población, perjudicado por la inflación y el empeoramiento de las condiciones de vida. La explotación parásita de la región por la camarilla y la consiguiente crisis económica de los últimos años del gobierno de Zhang avivaron las protestas, aumentaron la bancarrota de las pequeñas empresas y polarizaron la situación en el campo, donde la gran masa de pequeños agricultores —muchos de ellos sin tierras en propiedad— sufrió de lleno el aumento de los impuestos. Mientras en las ciudades crecían las huelgas, en el campo surgieron revueltas en el invierno de 1927-1928.
Las artimañas recaudatorias no tenían como único fin el sufragar los gigantescos gastos militares de la camarilla, sino también el enriquecimiento personal de sus miembros. En el caso de Zhang, sus agentes se dedicaban principalmente a la especulación con mercancías, en especial, de la soja, importante exportación de la región. Como otros miembros destacados de la camarilla, era multimillonario y poseía amplios terrenos en diversas zonas y negocios variados —desde casas de empeño a compañías mineras, empresas textiles o comercializadoras de grano—. La mayor parte de la riqueza de Zhang y de sus allegados se guardaba además en bancos extranjeros, a salvo de la inflación y de los posibles cambios en la suerte de las sucesivas contiendas.

### Conflictos con la Unión Soviética
Zhang también se mostró contrario a la influencia soviética —cada vez mayor— en la zona de Manchuria, región con la cual la URSS compartía frontera, y en la que los soviéticos también poseían derechos y responsabilidades de administración en el ferrocarril transmanchuriano. La URSS había recobrado los antiguos derechos rusos sobre esta línea ferroviaria mediante un pacto entre su embajador Lev Karaján y su homólogo chino Wellington Koo en mayo de 1924. Zhang rechazó el acuerdo, pero, amenazado por los militarmente por soviéticos en un momento en el que necesitaba concentrar sus fuerzas contra Wu Peifu, hubo de transigir (20 de septiembre de 1924). Por su parte, los soviéticos se comprometieron a no atacarlo y a entregarle armamento; aunque respetaron la primera condición, no hicieron lo mismo con la segunda.
Las provocaciones chinas a la Unión Soviética fueron aumentando considerablemente entre 1925 y 1927. Eran conocidas por Zhang, contaban con su aprobación y buscaban eliminar la influencia soviética en el ferrocarril transmanchuriano. En 1927 se alcanzó un acuerdo entre ambas partes, aunque en realidad se trató más de un paz temporal que de un acuerdo efectivo. De hecho, en 1929 la actitud de las autoridades chinas acabó provocando el llamado Conflicto sino-soviético.

### Lucha contra Feng Yuxiang
Nuevamente, tras la derrota del enemigo de la alianza, surgieron desavenencias entre Zhang y Wu. A pesar de las declaraciones de Zhang de que sus tropas se retirarían al norte, las ventajas de controlar la capital y con ella el Gobierno —control de ciertos impuestos, posibilidad de solicitar créditos oficiales en nombre del país— hicieron que cambiase de idea. Las negociaciones con Wu sobre los asuntos gubernamentales se alargaron y solo se logró un acuerdo parcial tras dos meses de conversaciones. En junio de 1926, los representantes de los dos apenas consiguieron pactar seguir su cooperación contra el Guominjun, que se había refugiado en las provincias el noroeste. Los dos acordaron que, mientras que Zhang mantendría el control en Manchuria, Wu dirigiría la ofensiva para eliminar al Guominjun. La larga campaña contra las fuerzas de Feng atrincheradas en Nankou acabó a mediados de agosto con la retirada de los restos del Guominjun, unos cien mil hombres; para lograr su expulsión de las fortificaciones, Wu y Zhang tuvieron que emplear cerca de cuatrocientos cincuenta mil hombres durante varios meses, mientras el Guomindang aprovechaba la concentración de fuerzas en el norte para avanzar en el sur.
La victoria sobre Feng llevó a Zhang al apogeo de su poder: Feng había tenido que retirarse a las provincias más occidentales y Wu, teóricamente también vencedor de la campaña, había tenido que marchar precipitadamente al sur a enfrentarse al Guomindang, que se había apoderado mientras de Hunan. Pronto el otro gran caudillo militar del momento, Sun Chuanfang, tuvo que aceptar la hospitalidad de Zhang, derrotado por el Guomindang a comienzos del invierno. La derrota de Sun llevó a Zhang a ordenar una campaña inmediata contra el Guomindang que, sin embargo, abandonó casi enseguida a finales de noviembre.

### Enfrentamiento con el Guomindang

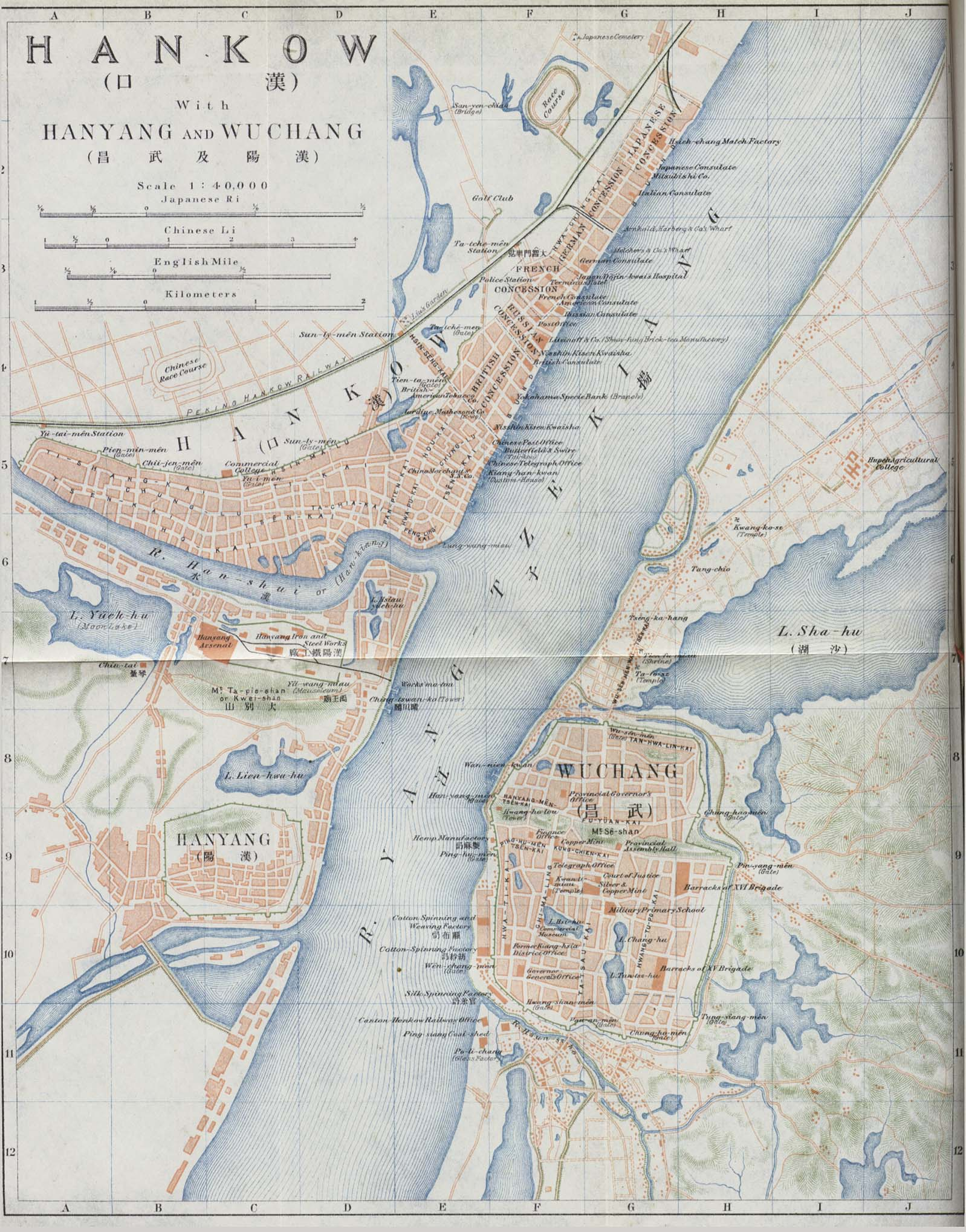
Hankou, parte de Wuhan, estación terminal de la importante línea férrea que la unía con Pekín, se la disputaron duramente Zhang y el Guomindang a finales de la primavera de 1927.

El comienzo de la Expedición al Norte del Guomindang volvió a agravar las disensiones entre las camarillas de Zhili y Fengtian. Zhang trató de aprovechar los apuros de los caciques de Zhili para subordinarlos a su persona, sin lograr más que dividir a la camarilla entre partidarios de aliarse con él y aquellos que preferían la coalición con Feng Yuxiang, que pronto se alineó, como otros caudillos militares como Yan Xishan —señor de la provincia de Shanxi—, con el Guomindang. Zhang y Sun Chuanfang, caudillo de las provincias del bajo Yangzi, formaron una coalición defensiva en diciembre de 1926, a causa del agravamiento de la situación por la victoria del Guomindang en el Yangzi. Zhang fue nombrado general en jefe del nuevo Ejército de Pacificación (Wade-Giles, Ankuochun), mientras que Yan Xishan (aún aliado), Zhang Zongchang y Sun Chuanfang devinieron sus lugartenientes; Wu Peifu, por su parte, se negó a entrar en la nueva formación a pesar de la grave situación militar en la que se encontraba. El nombramiento contaba con el respaldo de trece provincias y tres regiones especiales; Zhang lo aceptó el 1 de diciembre y regresó triunfalmente a Pekín el 26 del mes. En la práctica, Zhang se convirtió en dictador militar.
Su Gobierno, extremadamente conservador y anticomunista, trató de atraerse el favor de las potencias mediante el respeto de los tratados y concesiones, sus proclamas anticomunistas y la represión de los movimientos nacionalistas. Zhang mostró una creciente parálisis e incompetencia en los dieciocho meses que pasó al frente del Ankuochun y controlando efectivamente el Gobierno, que dieron a Pekín un aspecto de decadencia. El Gobierno de Zhang entró en un letargo cada vez mayor, a pesar de los peligros que lo acechaban, mientras los principales miembros del Gobierno se entregaban a los placeres y Zhang se asilaba cada vez más de la realidad y se dedicaba a jugar al mahjong, a supervisar los sacrificios imperiales y a aprobar legislación secundaria. Incapaz además para conquistar las provincias o de imponer en ellas a sus protegidos y asegurar sus contribuciones al tesoro nacional que dominaba gracias a su dominio de la capital, Zhang separó esta cada vez más del grueso de las provincias y la integró en la práctica en sus dominios del noreste, que sí controlaba firmemente.
Emprendió una ofensiva en Henan contra el Guomindang en febrero de 1927, pese a la oposición de Wu. Las fuerzas de Zhang, con la colaboración de algunas de las de la camarilla de Zhili, alcanzaron Kaifeng y Zhengzhou en marzo. La batalla decisiva por el control de la provincia se libró en Wuhan; las fuerzas de Zhang tuvieron que replegarse al norte del Yangzi en junio tras disputar duros combates a finales de mayo.
Más al este, a lo largo de la línea Pekín-Pukou, hubo de ordenar la retirada de sus tropas a Zhili y Shandong a finales de mayo, apretado por los ataques desde el sur del Guomindang y desde el noroeste de Feng Yuxiang; Yan Xishan se pasó al enemigo días después (3 de junio). Al tiempo que se libraban los combates, ambas partes, ya abiertamente anticomunistas tanto las del norte como las del sur tras la eliminación de los comunistas por Chiang, negociaron para tratar de llegar a un acuerdo, en vano a pesar de coincidencias políticas de los dos bandos. Yan, una vez aliado al Guomindang, promovió nuevas conversaciones entre los dos bandos, en parte para evitar una invasión inmediata de su provincia por las fuerzas de Zhang. Las condiciones de Chiang, empero, resultaron excesivas para Zhang y no se alcanzó el acuerdo.
Tras el fracaso de las negociaciones con el Guomindang y los reveses militares, el 18 de junio de 1927, tomó el título de generalísimo del Gobierno militar, que ya Yuan Shikai y Sun Yat-sen habían ostentado, y decidió mantenerse en la capital, a pesar de los intentos de Yan de que se sometiese al Guomindang y de los japoneses de que abandonase el Gobierno y regresase a Manchuria. Abandonó todo fingimiento de respeto constitucional y se convirtió abiertamente en dictador, con un gabinete formado por ministros claramente afines a su camarilla. Una vez logrado el apoyo de Yan y de Feng en junio, el Guomindang reanudó el conflicto con Zhang a mediados de julio. Las fuerzas del Ankuochun al mando de Sun Chuanfang atacaron y tomaron Xuzhou el 24 de julio, acosaron a las fuerzas de Feng en Henan oriental, amenazaron Hankou y Yangzhou y asaltaron Nankín a finales de agosto. Privadas de refuerzos y con líneas de suministros demasiados extendidas, tuvieron que replegarse a la otra orilla de Yangzi el 31 del mismo mes, ya sin munición y acosadas por las fuerzas defensoras y las unidades que habían acudido a auxiliar a la ciudad. La maniobra, sin los medios adecuados, llevó a la destrucción del ejército de Sun, cerca de diecisiete mil hombres. La derrota fue un grave revés tanto en el aspecto militar como para el ánimo de las fuerzas del Ankuochun. En el otoño de 1927, Feng logró por fin rechazar las fuerzas de Zhang en Henan y retomar Xuzhou el 26 de diciembre, donde tomó contacto con fuerzas del Guomindang que habían avanzado hacia la ciudad a lo largo del ferrocarril Tianjin-Pukou. A partir de ese momento, las fuerzas de Zhang se concentraron en defender Shandong y abandonaron toda pretensión de lanzar nuevas ofensivas hacia el sur. Más al oeste, las fuerzas del Ankuochun debelaron repetidamente a las de Yan en Shanxi desde octubre, pero las derrotas en el este fortalecieron la resistencia de Yan, que se negó a firmar una tregua con Zhang.
La lucha final entre los dos bandos comenzó en marzo de 1928, a lo largo de las principales líneas férreas que partían de la capital —Pekín-Suiyuan, Pekín-Hankou y Tianjin-Pukou—. Zhang ordenó a finales de marzo a sus principales lugartenientes que atacasen las posiciones enemigas, pero las tropas se mostraron poco inclinadas a continuar combatiendo. La ofensiva se abandonó tras poco más de un mes de combates a lo largo de la línea Pekín-Hankou con las fuerzas de Feng y se adoptó una posición defensiva. Los embates de Sun Chuanfang y Zhang Zongchang más al este también fracasaron en abril; después de intentar vanamente conquistar Xuzhou, tuvieron que replegarse y ceder Jinan, que Chiang ocupó el 2 de mayo. Zhang ordenó a sus ejércitos tomar posiciones defensivas en Dezhou, Baoding y Kalgan el 9 del mismo mes.

## Derrota, evacuación y atentado mortal

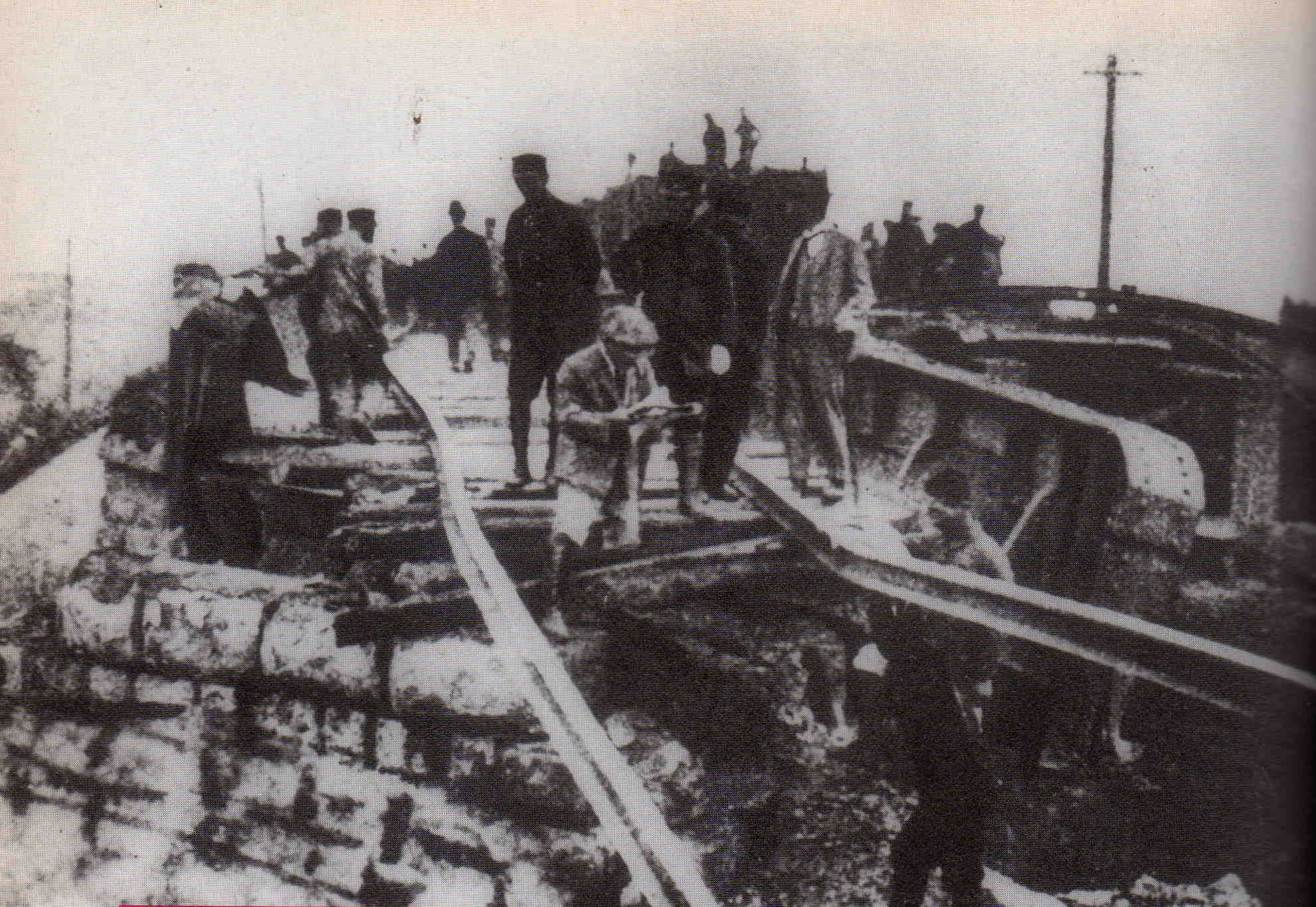
Aspecto del lugar donde Zhang Zuolin falleció por la explosión de una bomba en la línea férrea, a las afueras de Mukden.

Tras la reanudación de la campaña de Chiang Kai-shek en abril de 1928, en mayo el gobierno japonés advirtió a las partes enfrentadas su intención de no permitir combates en Manchuria y a Zhang de no tratar de regresar a la región perseguido por el Guomindang. Ante esta advertencia Zhang, incapaz ya de hacer frente al enemigo, decidió en una conferencia con los principales mandos el 31 de mayo evacuar la capital a comienzos de junio. Zhang se había resistido a abandonar Pekín pese a los consejos japoneses, puesto que consideraba que el control de la capital le otorgaba prestigio que no deseaba perder abandonándola. La última acometida de sus fuerzas, emprendida el 27 de mayo contra los tres ejércitos enemigos que se cernían sobre Pekín, había fracasado y obligado a replegar las unidades al norte del río Liuli el día 30. Zhang anunció su decisión de abandonar Pekín y retornar a Manchuria el 2 de junio.
Los mandos militares japoneses del Ejército de Guandong, empero, deseaban desarmar a Zhang incluso si se retiraba antes de la llegada de las fuerzas de Chiang a la región capitalina, al contrario de lo prometido por el Gobierno de Tokio. Los mandos en Manchuria decidieron actuar por su cuenta dadas las reticencias gubernamentales a ordenar el envío de fuerzas a Shanhaiguan para desarmar a las unidades de Zhang. El general en jefe del Ejército de Kwantung, Muraoka Chōtarō, trató primero que el Ejército de China —japonés— asesinase a Zhang antes de que volviese al noreste, pero luego encargó la tarea a un subalterno, el coronel Kōmoto Daisaku. Este empleó a varios oficiales y a un grupo de ingenieros para colocar los explosivos en la vía férrea que debía recorrer el tren de Zhang camino de Mukden.
La madrugada del 3 de junio, Zhang tomó un tren con destino a Mukden, acompañado de importantes autoridades civiles y militares. Fue asesinado por una bomba puesta por oficiales extremistas japoneses quienes esperaban que su muerte provocara que Japón tomara el control de Manchuria. Su tren voló por los aires alrededor de las 5:30 a. m. en el lugar en que la línea Pekín-Mukden cruzaba la del Ferrocarril del Sur de Manchuria y Zhang falleció pocas horas después de la explosión. Las fuerzas de Yan Xishan entraron en Pekín el 8 de junio, poniendo fin efectivo al conflicto. Las autoridades de Mukden pospusieron el anuncio de la muerte de Zhang hasta el 21 de junio.
Su hijo, Zhang Xueliang, el «joven mariscal», le sucedió al mando de la camarilla de Fengtian y se sometió al Guomindang en diciembre —lo que puso fin a la Expedición al Norte y reunificó nominalmente el país—; conservó el control de Manchuria durante tres años más antes de la ocupación japonesa de la región en 1931.
| Predecesor: Wellington Koo | Presidente de la República de China 1927-1928 | Sucesor: Tan Yankai |